# Thilo Krumbach
Max Emil Thilo Krumbach (* 21. März 1874 in Eisleben; † 21. Februar 1949 in Berlin) war ein deutscher Zoologe.

## Leben
Thilo Krumbach studierte zunächst 1897 und 1898 drei Semester an der Universität in Jena, wechselte dann im September 1898 an die Universität Breslau, war hier Assistent am Zoologischen Institut und Museum und wurde im Jahr 1907 bei Wilhelm Kükenthal mit seiner Dissertation Beiträge zur Kenntnis der Meduse Eleutheria (Clavatella) aus dem Golfe von Triest promoviert.
Im Jahr 1908 übernahm er als Nachfolger des kurz zuvor verstorbenen Schweizer Zoologen Rudolf Burckhardt die Leitung der meereszoologischen Station des Berliner Aquariums in Rovigno. Nachdem es wenige Jahre später mit dem Berliner Aquarium bergab ging und die Kommanditgesellschaft Konkurs anmeldete, stellte der Breslauer Rittergutsbesitzer und Mäzen Paul Schottländer der im Januar 1911 gerade neu gegründeten Kaiser-Wilhelm-Gesellschaft die zum Erwerb der Station erforderliche Summe von 100 000 Mark zur Verfügung, so dass diese die Zoologische Station Rovigno zum 1. Oktober 1911 übernehmen konnte. Thilo Krumbach wirkte ab diesem Zeitpunkt weiter als Wissenschaftliches Mitglied der Kaiser-Wilhelm-Gesellschaft und Leiter der Zoologischen Station Rovigno. Nachdem am 4. November 1918 italienische Truppen Rovigno erobert hatten, gelang es Thilo Krumbach noch, Teile des Stationsinventars und der Bibliothek beiseitezuschaffen, bevor er selbst floh.  Ab 1911 wirkte er an der Universität Berlin am Institut und Museum für Meereskunde in der Geographisch-naturwissenschaftlichen Abteilung als Kustos für Kustos für Meeresbiologie. Im Jahr 1918 wurde ihm der Professorentitel verliehen.
Er war Herausgeber mehrerer Bände der von Wilhelm Kükenthal im Verlag Walter de Gruyter begründeten Reihe Handbuch der Zoologie. Eine Naturgeschichte der Stämme des Tierreiches.
Thilo Krumbach war von 1933 bis 1949 Auswärtiges Wissenschaftliches Mitglied des Deutsch-Italienischen Instituts für Meeresbiologie und wurde im Jahr 1940 in der Sektion Zoologie als Mitglied in die Deutsche Akademie der Naturforscher Leopoldina aufgenommen.
Ihm zu Ehren wurde die Foraminifere Spiroloculina krumbachi Wiesner, 1911, benannt.
Er war verheiratet mit Hilda Dora Danica Gräfin Lanjus von Wellenburg (* 1887), einer Tochter des Vizeadmirals der k.u.k. Kriegsmarine Karl Lanjus von Wellenburg.

## Schriften (Auswahl)
- Über die Greifhaken der Chätognathen. Eine biologische Studie. Gleichzeitig ein Beitrag zur Systematik dieser Thiergruppe. In: Zoologische Jahrbücher. Abteilung für Systematik, Geographie und Biologie der Tiere, 18, 1903, S. 579–646 (Digitalisat)
- Beiträge zur Kenntnis der Meduse Eleutheria (Clavatella) aus dem Golfe von Triest. Inaugural-Dissertation, Korn, Breslau 1907 (Digitalisat)